# Pablo Cancela
Pablo Cancela Moll (La Coruña, España; 8 de marzo de 1988) es un jugador internacional español de hockey sobre patines. Actualmente juega como delantero en el Bassano de Italia.
Es hijo de Antonio Cancela, exportero del Club Dominicos, y nieto por parte materna del exfutbolista uruguayo Dagoberto Moll.

## Biografía
Inició su carrera en formativa en el Colegio Santa María del Mar de La Coruña, posteriormente pasó por el Club Dominicos y en edad juvenil recaló en el HC Liceo, con el que ganó dos campeonatos de España Júnior, en 2006 y 2007. Estando todavía en las categorías inferiores de los coruñés, debutó oficialmente con el primer equipo en la Supercopa de España de 2005, que el Liceo perdió contra el Barcelona.
En 2007 fichó por el Vigo Stick, de la Primera División. En 2009 se incorporó al Club Patín Cerceda, que esa temporada debutaba en la OK Liga. La siguiente campaña jugó en el PAS Alcoy, también en la máxima categoría. En 2011 se marchó a Italia para incorporarse al HC Forte dei Marmi, donde ha conquistado la liga en dos ocasiones.

## Selección nacional
Ha sido internacional absoluto con España. Con el combinado nacional fue medalla de plata en el Campeonato de Europa de 2014.
Con las categorías inferiores de España ha logrado múltiples títulos: dos campeonatos de Europa juvenil (2003 y 2004), un campeonato de Europa júnior (2006), un campeonato del Mundo Sub-21 (2007) y una Copa Latina (2010).

## Clubes
- HC Liceo: 2005
- Vigo Stick: 2007-2009
- CP Cerceda: 2009-2010
- PAS Alcoy: 2010-11
- Hockey Club Forte dei Marmi: 2011-2016
- União Desportiva Oliveirense: 2016-

## Palmarés
- Liga italiana (2): 2014 y 2015
- Supercopa italiana (1): 2014